# Eduardo Carrasco
Eduardo Carrasco, all'anagrafe Eduardo Guillermo Carrasco Pirard (Santiago del Cile, 2 luglio 1940), è un musicista, poeta, scrittore e filosofo cileno.
Professore universitario e saggista, è il principale fondatore e direttore musicale dei Quilapayún fino al 1988, quando abbandona il gruppo. Nel 2003 ritorna a capo della sua sezione cilena, dopo che il gruppo si è diviso in due distinte formazioni.

## Biografia
Nel 1965, mentre frequenta la facoltà di filosofia all'Università del Cile, fonda il gruppo dei Quilapayún assieme al fratello Julio e al cantautore Julio Numhauser, divenendone il pilastro.
Nel 1988 il gruppo decide di far ritorno in Cile, ma dopo alcune esibizioni, il gruppo decide di non stabilirsi nel paese e far ritorno in Francia, sede del loro esilio fin dal 1973. Nel 1988 Carrasco, invece, decide di rimanervi, per motivi familiari, uscendo contemporaneamente dal gruppo, che perde così il suo fondatore e il suo direttore storico.
Carrasco ripnrede la sua carriera accademica, lavorando come professore di filosofia all'Università del Cile, e ricoprendo vari ruoli governativi di ambito culturali. In questo periodo scrive inoltre più di venti libri. Pur considerando l'insegnamento e l'attività di scrittore la sua vera professione, non abbandona del tutto l'attività musicale, che in questo periodo mantiene con discontinuità. Nel 1990 si esibisce dal vivo con il cantante Osvaldo Díaz, con cui collabora anche all'album Amaramar pubblicato lo stesso anno. Nel 1996 pubblica l'album solista Carrasco, prodotto da Carlos Cabezas, che però non ottiene un gran riscontro e così non rappresenta per Carrasco un vero ritorno al mondo della musica.
Nel 2003, in seguito alla crisi attraversata dal gruppo durante gli anni novanta, con la conseguente fuoriuscita di alcuni componenti storici, Carrasco si riunisce con Ricardo Venegas e Rubén Escudero e dà vita a una nuova formazione dei Quilapayún, che da questo momento saranno divisi in due formazioni, una cilena e una francese.
Carrasco riprende così la sua attività musicale, mantenendo assieme il gruppo e registrando nuovi dischi, in qualità di direttore e principale compositore, contemporaneamente prosegue la sua professione didattica e di saggista.

## Opere letterarie
- Quilapayún, 1984
- Golpes de ventana, 1986
- Matta, Conversaciones, 1986
- Quilapayún, la revolución y las estrellas, 1988
- Distinciones, 1988
- Distinciones 2, 1989
- Matta, 1990
- Campanadas del mar, 1995
- Libro de las respuestas al libro de las preguntas de Pablo Neruda, 1999
- Autorretrato. Nuevas conversaciones con Matta, 2002
- Palabra de hombre, 2002
- Para leer "Así habló Zaratustra" de F. Nietzsche, 2002
- En el cielo solo las estrellas. Conversaciones con Roberto Torretti, 2006
- Heidegger y la historia del ser, 2007
- Cancionario, 2007
- Nietzsche y los judíos, 2008
- Marcas en la cabeza. Conversaciones con José Antonio Camacho, 2009

## Discografia parziale

### Discografia con Quilapayún

#### Album di studio
- 1967 - Quilapayún
- 1967 - Canciones folklóricas de América
- 1968 - X Viet-Nam
- 1969 - Quilapayún 3
- 1969 - Basta
- 1970 - Quilapayún 4
- 1970 - Cantata Santa María de Iquique
- 1971 - Vivir como él
- 1972 - Quilapayún 5
- 1973 - La fragua
- 1975 - El pueblo unido jamás será vencido
- 1975 - Adelante
- 1976 - Patria
- 1977 - La marche et le drapeau
- 1978 - Cantata Santa María de Iquique
- 1979 - Umbral
- 1980 - Alentours
- 1980 - Darle al otoño un golpe de ventana para que el verano llegue hasta diciembre
- 1982 - La revolución y las estrellas
- 1984 - Tralalí-Tralalá
- 1987 - Survarío
- 1988 - Los tres tiempos de América
- 2007 - Siempre
- 2009 - Solistas
- 2012 - Homenaje a Víctor Jara
- 2013 - Encuentros
- 2015 - 50 años

#### Album dal vivo
- 1974 - Yhtenäistä Kansaa Ei Voi Koskaan Voittaa
- 1977 - Enregistrement public
- 1983 - Quilapayún en Argentina
- 1985 - Quilapayún en Argentina Vol. 2
- 1989 - Quilapayún en Chile
- 2004 - El reencuentro
- 2005 - Música en la memoria juntos en Chile (con gli Inti-Illimani Histórico)

#### Raccolte
- 1983 - Quilapayún Chante Neruda 1983
- 1998 - Antología 1968-1992 1998

### Discografia solista

#### Album
- 1996 - Carrasco
- 2018 - Carrasco 2

#### Collaborazioni
- 1990 - Osvaldo Díaz Amaramar